# Urseetal
Das Urseetal ist ein Seitental der Haslach innerhalb des Naturparks Südschwarzwald und zählt zum Gebiet der Gemeinde Lenzkirch im 
Landkreis Breisgau-Hochschwarzwald von Baden-Württemberg.
Mehrere kleinere Bäche speisen den etwa 840 m ü. NN gelegenen Ursee im Naturschutzgebiet Ursee. Durch das Naturschutzgebiet fließt der Urseebach, aus dem Ursee nach Osten und nach etwa 2 Kilometern bei der Kirche St. Nikolaus von Lenzkirch in die Haslach. Diese fließt etwa 5 Kilometer weiter östlich der Gutach zu, die damit zur Wutach wird, nach der die Wutachschlucht heißt.
Wegen der seltenen Flora und Fauna sowie seiner landschaftlichen Schönheit wurde der Bereich um den See schon im Jahre 1940 zu einem der ersten Naturschutzgebiete im Schwarzwald erklärt, nach denen von Feldberg und Wutachschlucht.

## Geographie

### Lage und Ausdehnung
Das Urseetal erstreckt sich im Westen von Lenzkirch Richtung Raitenbuch. Den Südhang des Tales durchschneidet die Straße von Lenzkirch nach Fischbach und Schluchsee. Im Tal selbst verläuft die Straße nach Raitenbuch. Erst auf Höhe des Ursees steigt dieser Weg bergauf, bis er schließlich auf der Raitenbucher Höhe wieder zum Windgfällweiher hin abfällt. Der Orkan Lothar richtete Ende 1999 am Nordhang des Tales vom Mittelberg bis nach Raitenbuch Sturmschäden an, die auch Jahre später noch zu sehen waren.
Das Naturschutzgebiet erstreckt sich im Tal von 47° 52′ N, 8° 10′ O bis 47° 52′ N, 8° 11′ O. Der See selbst liegt am westlichen Ende des Naturschutzgebietes bei den Koordinaten 47° 52′ N, 8° 10′ O.

### Moränen und Hochmoor
Die Seen im Hochschwarzwald geben Zeugnis von der letzten Eiszeit. Vom Feldberg über die Raitenbucher Höhe erstreckte sich der Feldberggletscher auch bis nach Unterlenzkirch. In der Zeit danach blieben Schutt und Geröllmassen als (End-)Moränen ebenso zurück, wie der Ursee und das ihn umschließende Moor. Der heutige 'Rest-Ursee' war einst wesentlich größer. Untersuchungen ergaben, dass der Gletschersee früher bis etwa zur heutigen Bebauung reichte und eine Längenausdehnung von zwei Kilometern hatte. Die kleinen Moränen im Urseetal, wie beispielsweise die Pulverturm-Moräne 800 Meter unterhalb des Sees wurden jedoch im Laufe der Zeit durchbrochen. Das Wasser konnte so abfließen und der See zog sich immer weiter zurück. Dem heutigen Restsee droht mit seinen acht bis zehn Metern Tiefe zwar kein weiteres 'Auslaufen' mehr, dennoch nimmt die Verlandung zu. Historische Fotos belegen, dass der Ursee allein seit den 1930er-Jahren beträchtlich geschrumpft ist. Zudem existieren Aufnahmen von der ehemaligen Kiesgrube, die sich zwischen See und Pulverturm-Moräne befunden hat.

### Erdgeschichtliche Besonderheiten

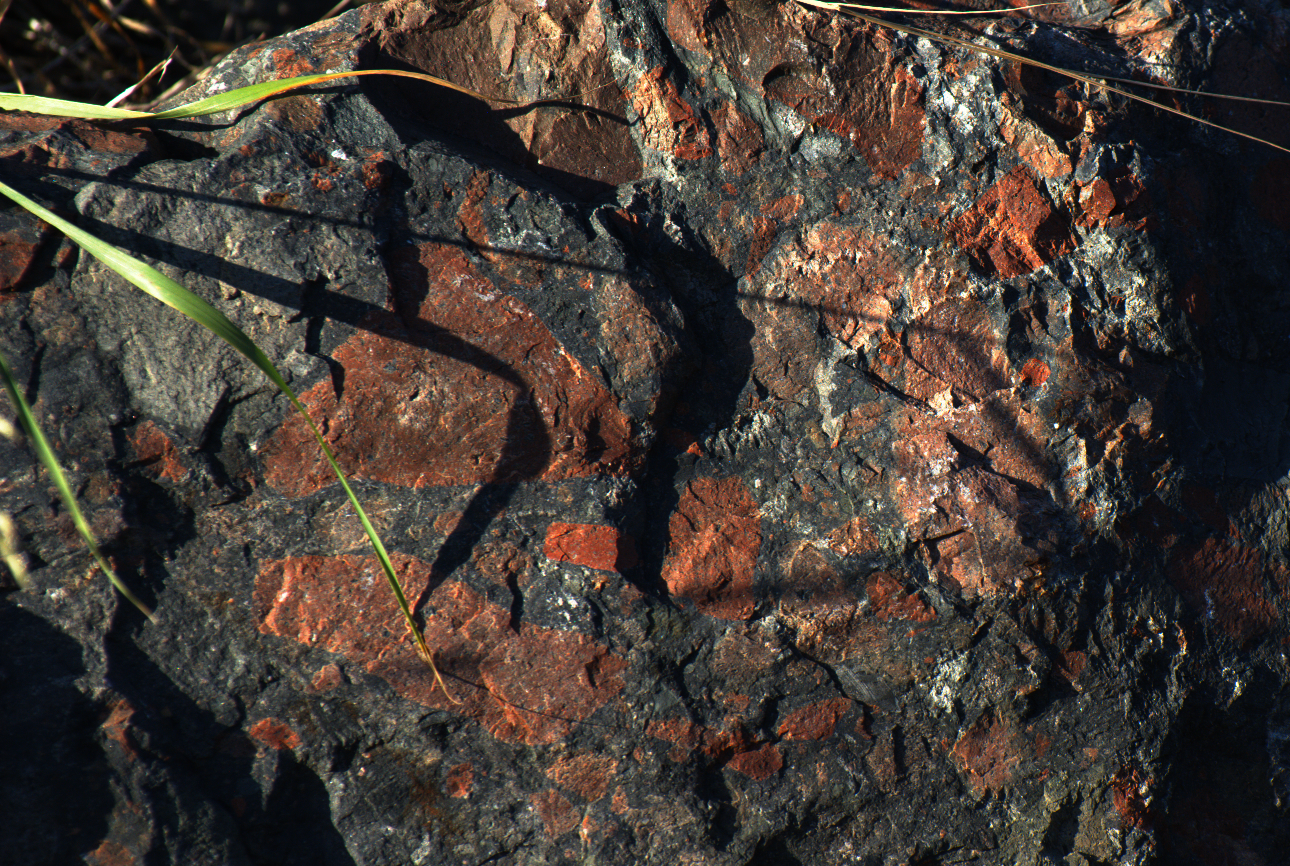
Vulkangestein mit eingelegten Gesteinstrümmern am Haus Ursee

Die Gesteinsformationen entlang der Straße nach Schluchsee können die Aufmerksamkeit des Wanderers erregen: Innerhalb weniger hundert Meter Wegstrecke kann man mindestens zehn verschiedene Gesteinsformationen beobachten. Dazu gehören die Eruptionsgesteine, die im Verlauf eines Vulkanausbruchs entstanden sind: Durch die Macht des Ausbruchs wurde rotes Gestein zerbrochen und in kleine Stücke zertrümmert, die anschließend von der flüssigen Lava eingeschlossen wurden. Besonders deutlich sichtbar sind diese Ereignisse und deren Produkte an den Steinen, die beim Aushub gefunden und nun die Böschung des Haus Ursee bilden. Diese große Steine wurden wegen der langen Aktivität des Gletschereises rundlich geschliffen.
Vom Wanderparkplatz Silberbrünnele ausgehend gelangt man an der Straße nach Schluchsee schon innerhalb der nächsten 100 Meter an eine Kante von rotem und schwarzem Gestein. Hier haben wir ein Zeugnis für Plattentektonik. Dabei handelt es sich um eine Mikrokontinentkollision, die sich in der Badenweiler-Lenzkirch-Zone offenbart.
Der Schwarzwaldverein Lenzkirch hat oberhalb des Urseetales in der Nähe des Sportplatzes einen Steingarten eingerichtet, in dem verschiedene Gesteinsformationen gezeigt werden, die man auf Lenzkircher Gemarkung finden kann. Eine Informationstafel erläutert sowohl die einstige Vergletscherung als auch die Geologie.
→ Lenzkircher Graben

## Naturschutzgebiet
Das Naturschutzgebiet wurde zuerst 1940 eingerichtet und im Jahre 1992 auf 31 Hektar erweitert.

### Entstehungsgeschichte bis 1940
Die Gemeinde beabsichtigte Anfang der 1920er-Jahre, das Urseetal zu einem See zu stauen, um eine touristische Attraktion zu schaffen. Einige Wissenschaftler kritisierten das Projekt, das vom zuständigen Badischen Ministerium in Karlsruhe unterstützt wurde. Die Weltwirtschaftskrise verhinderte jedoch, dass dieses Projekt zu Ende gebracht wurde. Später konnten die Verantwortlichen von der Besonderheit des Ursees und seiner Umgebung überzeugt werden, so dass im Jahr 1940 die Einrichtung des ersten Naturschutzgebietes Ursee gesetzlich beschlossen wurde.

### Erweiterung im Jahr 1992
In der Nachkriegszeit war der Stellenwert des Naturschutzes geringer: Unmittelbar anschließend an das Naturschutzgebiet wurde eine Mülldeponie betrieben, die erst in den 1970er-Jahren aufgegeben wurde. Der Bach aus Raitenbuch, der in das Naturschutzgebiet hineinfließt, war noch in den 1990er-Jahren die Raitenbucher Kanalisation. Erst zum Schutz der Wasserversorgung wurde in diesem Jahrtausend die schon lange bestehende Abfallwasserleitung saniert und zudem der nun saubere Bach erst unterhalb des ersten Tiefenbrunnens in das NSG geleitet.
Zum Schutz vor allem der Kreuzotter wurde das Naturschutzgebiet im Jahr 1992 stark erweitert und bis fast nach Lenzkirch ausgedehnt. Innerhalb des Naturschutzgebietes befinden sich zwei Tiefbrunnen, sodass einige Flächen gleichzeitig den Regeln des Wasserschutzes, der Naturschutzverordnung und denen des Bundesnaturschutzgesetzes unterworfen sind.

### Landschaftspflege ab 2010
Bis in die 1950er-Jahre wurde das Gelände um den See, das noch vor 80 Jahren frei von Baumbewuchs gewesen war, als Streuwiese gemäht. Als diese Pflegemaßnahme nicht mehr stattfand, breiteten sich in der Folge durch Anflug eingewanderte Fichten aus, die den Blick auf den See größtenteils versperrten und ihn nur noch von der Höhe des Urseerundweges von Süden her ermöglichten. Im Zuge des Programmes Kulturlandschaft von morgen gestalten des Ministeriums für Ländlichen Raum und Verbraucherschutz Baden-Württemberg wurden diese Riegel aus Fichten im Jahr 2011 über eine Enthurstung beseitigt.
Das erweiterte Naturschutzgebiet aus dem Jahr 1992 wurde damals nicht durch Beschilderung oder Informationstafel ausgewiesen. Im Zuge der Arbeiten wurden nun an allen Zugängen zum Naturschutzgebiet entsprechende dreieckige Schilder aufgestellt sowie ein Aussichtspunkt am Urseerundweg befestigt und mit einer Parkbank ausgestattet. Im Frühjahr 2013 wurde ein zweiter Aussichtspunkt zum Möslehof mit einer Garnitur aus einem Tisch mit passenden Bänken als Picknickplatz ausgestattet. Mit dem Moränenpfad wurde 2015 ein bestehender Trampelpfad als Abkürzung des Urseerundwegs legitimiert, der gleichzeitig den Zugang zum Hochschwarzwälder Hirtenpfad ermöglicht, welcher ebenfalls durch das Projekt geschaffen wurde. Der Ursee-Teil des Projektes wurde im Juli 2016 mit der Übergabe von vier Infotafeln an den Zugängen zum Schutzgebiet sowie beim Aussichtspunkt und Picknickplatz abgeschlossen.

## Gegenwart

### Landwirtschaftliche Nutzung

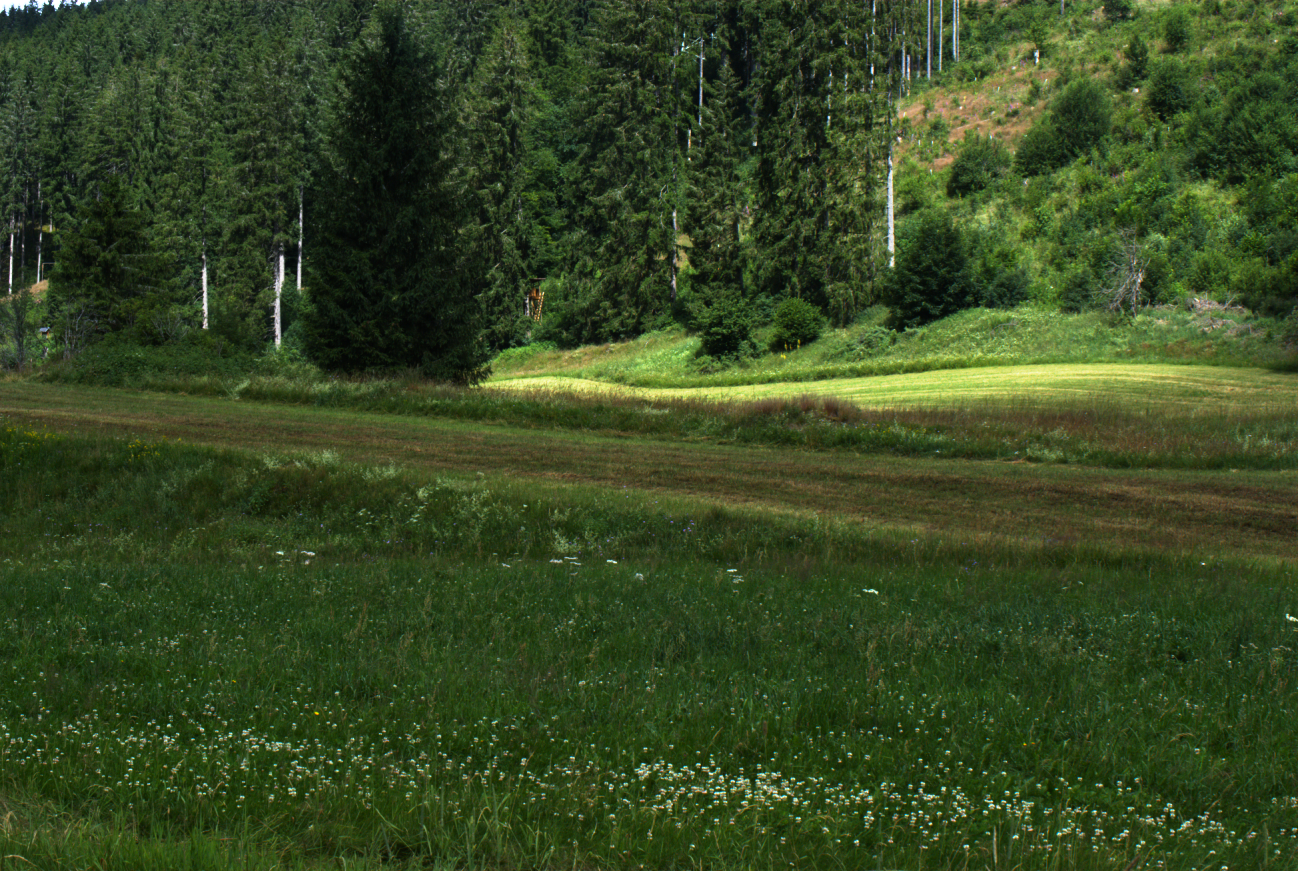
Gedüngte Wiesen im Naturschutzgebiet, dahinter eine der Sturmflächen des Orkan Lothar

In der Verordnung aus dem Jahr 1992 wurde die landwirtschaftliche Nutzung in der bisherigen Art, Intensität und Umfang außerhalb der Hochmoor-Kernzone weiterhin genehmigt.

„§5 Zulässige Handlungen: (1) Die Verbote aus §4 gelten nicht für die (1.) ordnungsgemäße landwirtschaftliche Nutzung in der bisherigen Art, in der bisherigen Intensität und im bisherigen Umfang mit der Maßgabe, daß auf den Grundstücken Flst.Nrn. 392, 393, 398, 401, 421 und 425 das Ausbringen von mineralischem Stickstoffdünger, Gülle und Jauche untersagt ist.“

 Einige der beteiligten Landwirte haben ihre Viehhaltung inzwischen auf den Betrieb von Laufställen umgestellt, was zu einer häufigeren Leerung der Güllegrube führt. Hierdurch werden die Wiesen im Naturschutzgebiet nun mehrmals im Jahr gedüngt, was nach Ansicht von Naturschützern der Verordnung widerspricht und der pflanzlichen Artenvielfalt schade.
Dennoch wurde 2010 im Zuge des Landesprojektes bestätigt, dass die landwirtschaftliche Nutzung auf den Talwiesen eine Verbuschung verhindert, wie sie seit den 1960er-Jahren bereits in der Uferzone zu beobachten war.

#### Der Wasserspiegel im Urseebach

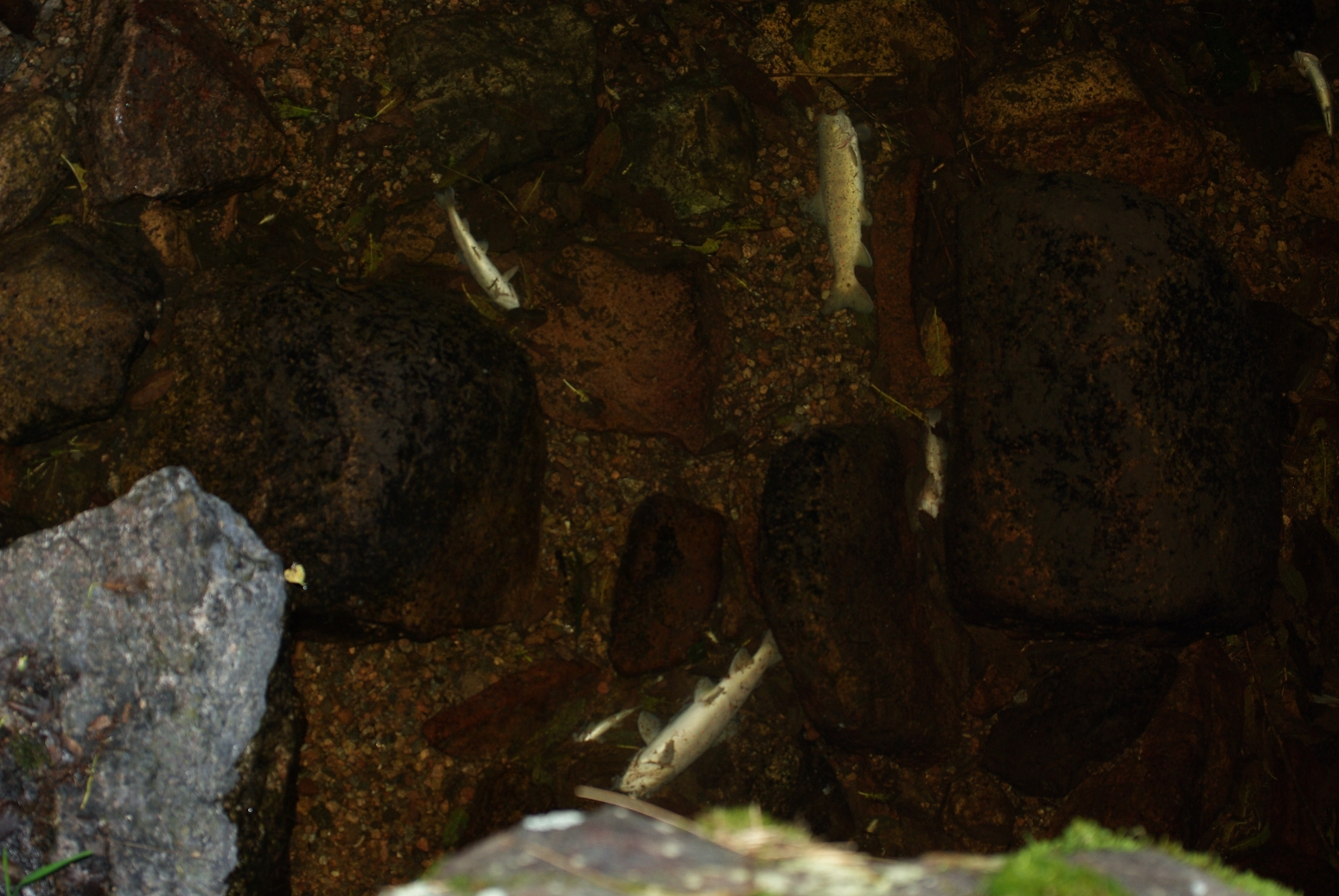
Erstickte Bachforellen im Urseebach

Durch eine Tieferlegung des Bachbettes im Zusammenhang mit der Neuanlage eines Spazierweges um 1975, mit der man vor allem die Frühjahrs-Überschwemmungen verhindern wollte, wurde das Bachbett so beschädigt, dass seitdem bei anhaltender Trockenheit der Bach streckenweise trockenfällt und die Bachforellen in diesen Bereichen ersticken.
Inwieweit die Wasserentnahme durch die beiden Tiefbrunnen für das Trockenfallen verantwortlich ist, ist – wie Presseberichte belegen – Streitpunkt in der Diskussion mit der Gruppenwasserversorgung.

## Artenvielfalt

### Flora
„Im urweltlich anmutenden Biotop Ursee und Urseemoor tummeln sich rare Pflanzengesellschaften, es gibt eine beinahe lehrbuchartige Zonierung von Moorpflanzen. Fieberklee und Torfmoos, Rosmarinheide und Moosbeere, Schlamm-Segge und Sumpf-Bärlapp finden ideale Bedingungen. Der seltene, fleischfressende Sonnentau kommt ebenso vor, wie das Bittersüß oder ein kleiner Bestand der beinahe ausgestorbenen Teichrose. Bei den Tieren können in dieser sehr lebensfeindlichen Moorwelt, wo die Wasserqualität dem Säuregrad eines Salat-Essigs kaum nachstehen soll, nur hoch spezialisierte Arten überleben. Einige Wasservogelarten trifft man zwischen den im Moor wurzelnden Weiden und Schwarzerlen an, bestimmte Libellenarten schweben an sonnigen Tagen über dem See und in der Umgebung findet die seltene Kreuzotter ein letztes Rückzugsgebiet. Kein Wunder, dass dieser wertvolle Naturraum gänzlich geschützt ist.“

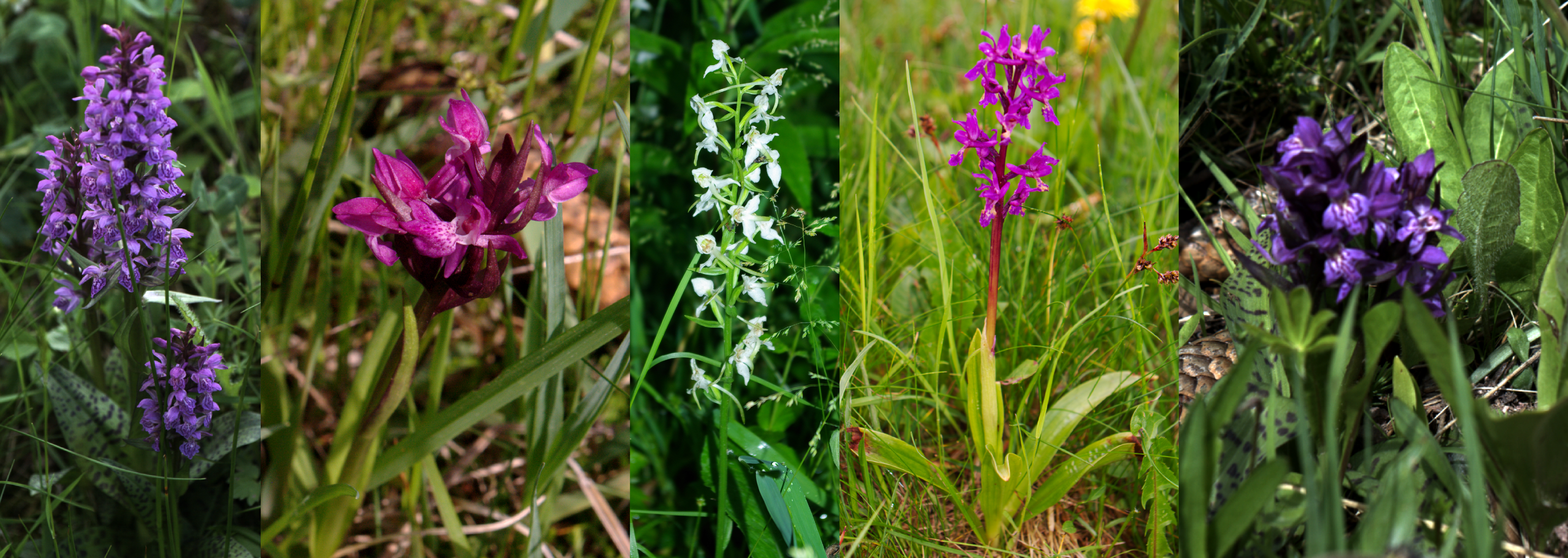
Orchideenarten im Urseetal

Dieses Zitat bezieht sich vor allem auf den Teil des Naturschutzgebietes, der bereits vor 1992 schon geschützt war. Daneben sind seltene und geschützte Platzen zu finden, wie z. B. Trollblume, Wollgras, Türkenbundlilie und verschiedene Orchideenarten. Die gelbe Seerose wurde vom alten Schluchsee umgesiedelt, bevor dieser aufgestaut wurde.

### Fauna

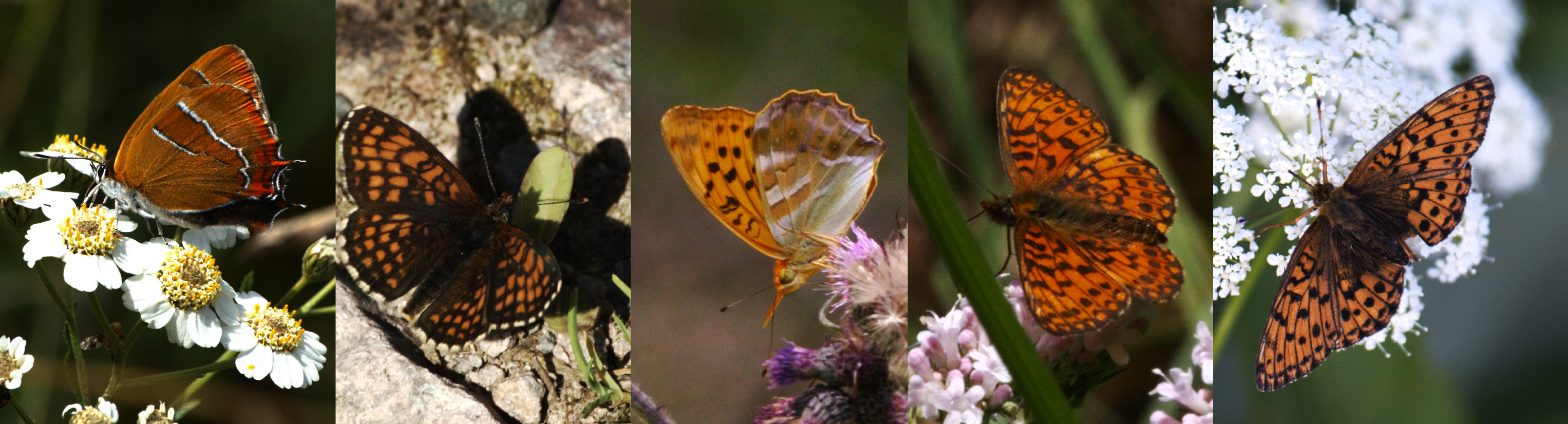
Nierenfleckzipfelfalter und Schecken- und Perlmuttfalter

Um das Urseetal finden sich in verschiedenen Biotopen, wie im schattigen Waldbereich, auf den sonnigen Wiesen und den Hecken im Tal, an den nicht gemähten Wiesenrändern und an der Grenze von Sumpf und Moor, Schmetterlinge, von denen zwischen 2007 und 2009 über 40 verschiedene Arten dokumentiert wurden: Darunter sind verschiedene Weiß- und Gelblinge, mehrere Scheckenfalter- und Perlmuttfalterarten, Kaisermantel, Feuerfalter, Zipfelfalter oder andere Bläulinge, genauso wie eine ganze Reihe von Augenfaltern, beispielsweise Mohrenfalter, Waldbrettspiel, Wiesenvögelchen, Großes Ochsenauge, oder Fleckenfalter wie zum Beispiel Admiral, Kleiner Fuchs, Trauermantel, C-Falter. Zudem lassen sich von April bis in den November hinein Landkärtchen beobachten.

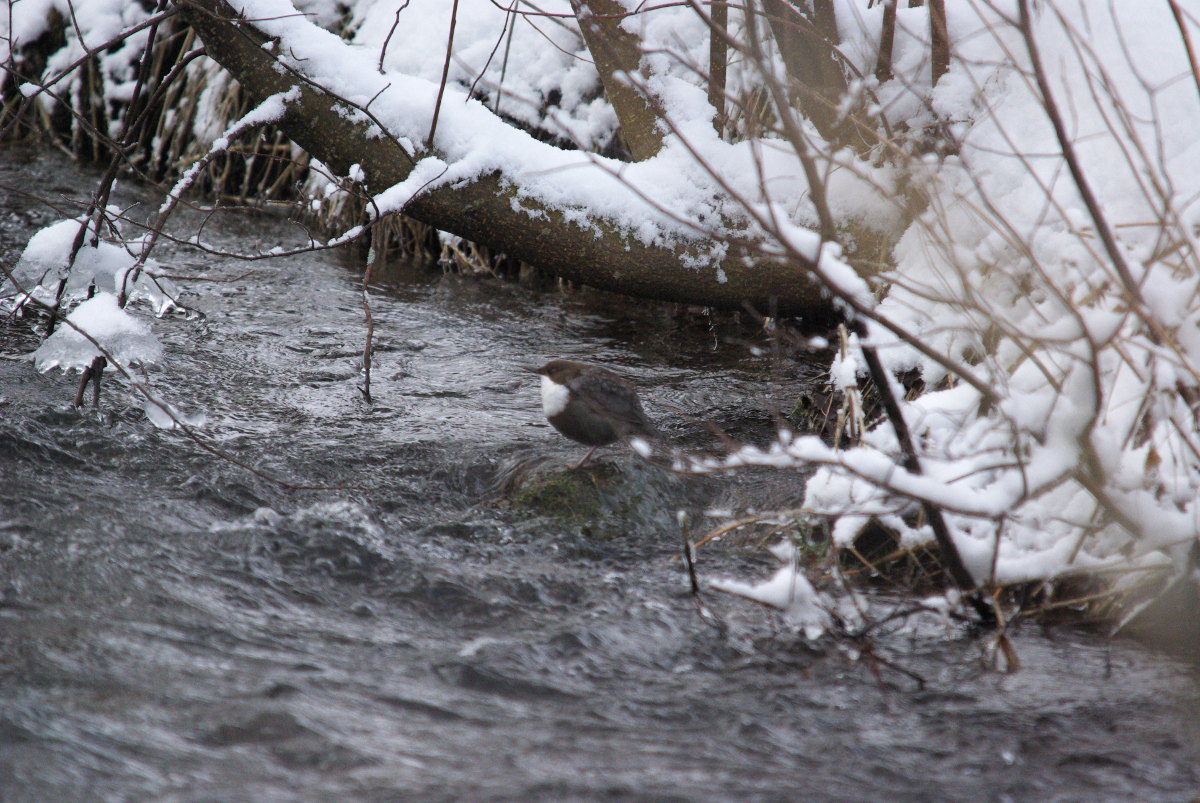
Wasseramsel bei strengem Frost

Neben Kreuzottern, denen das Hochmoor als Rückzugszone dient, findet sich auch die Wasseramsel (Cinclus cinclus), der einzige Singvogel, der schwimmt, das ganze Jahr im Urseetal.
Auch Biber haben sich im Urseetal angesiedelt und dort ihren Bau errichtet. Da sie in der Gegend überhandnehmen und große wirtschaftliche Schäden anrichten, drängen die umliegenden Gemeinden jedoch auf Abschuss der Tiere.

### Artenschutz
Seit einigen Jahren führen Lenzkircher Naturschützer Aktionen durch, bei denen das Urseetal und benachbarte Täler vom Indischen Springkraut und anderen Neophyten befreit werden. Dadurch konnte bisher ein Befall der Tallandschaften durch die invasiven Neophyten verhindert werden. Mit Hilfe eines Artenschutznetzwerkes wird seit 2009 versucht, eine Erfassung und Koordination dieser Aktivitäten rund um den Feldberg zu erreichen.

## Tourismus
Das Urseetal wird von der Gemeinde Lenzkirch mit Freizeitaktivitäten touristisch erschlossen. Für das Nordic Walking sind Strecken ausgeschildert. Nicht nur der Urseerundweg, etwa 6,6 Kilometer lang, sondern auch der Weg über den Raitenbucher Höhenweg bieten verschiedene Streckenvarianten. Übergänge Richtung Feldberg/Schluchsee/Titisee-Neustadt/Bonndorf sind ausgeschildert.
Speziell ausgewiesene Parkplätze oder Einkehrmöglichkeiten gibt es nicht, diese finden sich in Lenzkirch selbst oder in Raitenbuch.
Zudem spurt die Gemeinde Lenzkirch bei genügend Schnee im Urseetal eine Loipe für den klassischen Langlauf. Außerdem besteht eine Übergangsspur zur Pflumbergspurloipe, so dass bis zu 20 km Loipe verfügbar sind.

## Sage
Eine Sage beschreibt die »unermessliche Tiefe« des Ursees und den »unterirdischen« Zusammenhang mit dem Titisee. Diese Verbindung zum Titisee wird zudem in einer Sage im Badischen Sagenbuch von 1899 erwähnt. Darin pflügte ein Bauer mit einem Ochsengespann eine Wiese am See. Als diese nicht gehorchten, fluchte er und wünschte sich, dass sie der Teufel holen möge. Daraufhin liefen die Ochsen mitsamt Gespannt direkt in den See und ertranken darin. Man sah nichts mehr vom Gespann, bis einige Jahre später ein Jochholz am Titisee angespült wurde.
Dort wird zudem vom Stoßfelsen über dem See berichtet, auf dem sich eine Höhle befinden soll. Da darin einst Bären einen Unterschlupf gehabt haben sollen, wird sie als Bärenhöhle bezeichnet. Ließe man in dieser Höhle durch einen Felsspalt einen kleinen Stein fallen, so soll man früher nach einigen Minuten ein deutliches Aufschlagen auf dem Wasser des Ursees gehört haben, der sich weit unter der Erde gen Westen gezogen haben soll.
Abschließend wird der tiefe Ursee als Treffpunkt von Hexen beschrieben. Zudem sollen am See der eher gutmütige Dengelegeist sowie der bösartige Tubacksbue (Tabaksjunge) ihr Unwesen treiben.